# Jean Le Veneur
Jean Le Veneur (Normandia, 1473 - Marle, 7 de agosto de 1543) foi um cardeal do século XVII.

## Biografia
Nasceu em Normandia em 1473. Filho de Philippe Le Veneur, barão de Tillières, Homme e Valquier, e Marie Blosset; casaram-se em 1450. Sobrinho do bispo Étienne Blosset, seu antecessor na sé de Lisieux; irmão de Ambroise Le Veneur, bispo de Evreux; e tio de Gabriel Le Veneur, também bispo de Evreux. Primo, por parte de mãe, do cardeal Jacques d'Annebaut (1544), seu sucessor como bispo de Lisieux.
(Nenhuma informação de ordenação encontrada). Arquidiácono de Lisieux. Canon do capítulo da catedral de Paris. Abade comendador de Saint-Grestain.
Eleito bispo de Lisieux em 27 de junho de 1505; ocupou a sé até 18 de agosto de 1539. Consagrado em 24 de agosto de 1505, Lisieux, na igreja dos Dominicanos (nenhuma informação adicional encontrada). Decano de Evreux, 1511-1535. Membro do Conselho Real desde 1516. Tenente-general da Normandia, 4 de março de 1525. Recebeu o título de conde de Tillières. O rei Francisco I da França nomeou-o grande esmoler em 1526. Ele facilitou a expedição de Jacques Cartier ao Canadá. Abade comendador de Mont-Saint-Michel de 1524; e de Bec-Hellouin de 1533.
Criado cardeal sacerdote no consistório de 7 de novembro de 1533; recebeu o chapéu vermelho e o título de S. Bartolomeo all'Isola, em 10 de novembro de 1533. Participou do conclave de 1534, que elegeu o Papa Paulo III. Organizou melhor os estatutos da Sé de Paris e reformou o Collège Mignon ; defendeu decidida e firmemente a causa de François Picart, famoso médico, exilado em Reims por causa das calúnias inventadas contra ele pelos hereges; e obteve seu retorno triunfante a Paris, onde o povo foi persuadido de sua inocência. Ele era um conselheiro de confiança do rei Francisco I.
Morreu em Marle em 7 de agosto de 1543. Igreja enterrada de Sanit-Andre d'Appeville.